# LOVE! LOVE! & LOVE!
『LOVE! LOVE! & LOVE!』（ラヴ! ラヴ! アンド ラヴ!）は、1991年7月12日に東芝EMIのイーストワールドレーベルからリリースされた、日本の音楽ユニットであるORIGINAL LOVEの2作目のオリジナル・アルバム。
数回のメンバー・チェンジを経てリリースされた2枚組のメジャー・デビュー・アルバムであり、本作のための書き下ろし曲の他にインディーズレーベルにてリリースされたファースト・アルバム『ORIGINAL LOVE』（1988年）収録曲のリアレンジによる再レコーディング曲、田島がピチカート・ファイヴ在籍時に発表した楽曲のセルフカバー、レコーディング時のセッションから発展した曲を収録。
過去にORIGINAL LOVEがライブで演奏していた楽曲は他アーティストによって模倣されていたことから1からの仕切り直しに迫られた結果、ニュー・ソウルやリズム・アンド・ブルース、スウィング、ジャンプ・ブルース、ラテン音楽、レゲエなどの多種多様な音楽性が詰め込まれた作品となった。作詞・作曲はほぼすべて田島貴男が担当しているが、一部の楽曲では当時のバンド・メンバーに加え、サポート・メンバーの井上トミオがソングライティングに参加。プロデュースは井出靖および田島が担当している。
本作は第33回日本レコード大賞にて最優秀アルバム・ニュー・アーティスト賞を受賞した。

## 背景
1985年春に田島は東京都町田市にある和光大学に進学、軽音楽サークルに入部し後にザ・コレクターズに加入する小里誠や小里の友人であった村山孝志の他、郡山時代の友人であった秋山幸広を誘い、同年冬にORIGINAL LOVEの前身となるレッド・カーテン（RED CURTAIN）を結成した。田島は1986年10月に渋谷La.mamaにてレッド・カーテンとして初のライブを開催、その後同会場にて月1回ライブを行うようになった他に原宿クロコダイルなどにも出演出来るようになった時期に、インディーズレーベルにてリリースされたコンピレーション・アルバム『ATTACK OF... MUSHROOM PEOPLE』（1987年）への参加を打診され、自身の音がレコードでリリースできることを喜んだ田島は「ぜひやらせてください!」と快諾した。同作はネオGSブームの火付け役となった作品であり、同作に参加してからレッド・カーテンはブームの波に飲み込まれるように聴衆も桁違いに増加する事態となった。当時のレッド・カーテンはライブハウスにおいて常時満員を記録しており、レコード会社の人物も5社程度訪れてはいたものの、メジャー・デビューには中々繋がらなかったと田島は述べている。
その後『ATTACK OF... MUSHROOM PEOPLE』の続編となるクリスマス・アルバム『MINT SOUND'S CHRISTMAS ALBUM』（1987年）にORIGINAL LOVE名義としては初となる「Christmas No Hi」が収録され、同作に参加していたピチカート・ファイヴの小西康陽がORIGINAL LOVEを絶賛し、田島にピチカート・ファイヴへの参加を打診した。田島はORIGINAL LOVEでの活動を並行して行うことを条件にピチカート・ファイヴへの加入を了承、同時期にソウルミュージックを愛聴するようになり、当初はピチカート・ファイヴの1枚目のアルバム『couples』（1987年）の延長線上にある音楽性で活動する方向性で話が進んでいたが、田島がピチカート・ファイヴ流のソウルミュージックを提案したことから小西はフィリー・ソウルやスモーキー・ロビンソンなどを提示し、それらを受けて本作と同時期にピチカート・ファイヴのアルバム『Bellissima!』（1988年）を制作することになった。同時期に田島はピチカート・ファイヴに参加することにより、ORIGINAL LOVEとしてのアルバムがリリース出来なくなるという理由からとりあえずという形でインディーズ・レーベルにてアルバム『ORIGINAL LOVE』（1988年）を制作。当時の田島にとってORIGINAL LOVEはライブ・バンド、ピチカート・ファイヴはレコーディング・バンドという意識があったが、『Bellissima!』制作後からいずれはORIGINAL LOVEとしての活動に専念する意向が芽生え始めたと述べている。ピチカート・ファイヴが肉体的な要素がなくコンポーザー的な考えの強いバンドであったことが影響し、自ら肉体的な表現を含めて演奏するスタイルを望んだ田島はその後アルバム2枚を制作した後にピチカート・ファイヴから脱退し、ORIGINAL LOVEでの活動に専念することになった。

## 録音、音楽性
本作によってメジャー・デビューすることになったORIGINAL LOVEだが、田島によればアルバムを制作する意志は以前から存在し、デビューの時点ですでにORIGINAL LOVEは四期目に入っている状態であったという。結成当初から計算すればすでにアルバム3枚は制作出来ているほどの活動実績があったにも拘わらずリリースはされず、第二期の頃に小沢健二や小山田圭吾がライブを観覧に訪れており、その後にリリースされたフリッパーズ・ギターのアルバムは田島自身の音楽性を模倣したものが多く、これについて田島は「すごい複雑な気持ちになりました。デビューする前にフォロワーが先に出ちゃった……みたいなさ」「フリッパーズが大ヒットしちゃって、けっこうすごく落ち込んでたんだよね」と述べている。そのような出来事を受け、当時の田島は周囲からフリッパーズ・ギターの模倣であると逆に指摘される事態となったことから、1からの仕切り直しに迫られた結果本作の方向性が決定されたものの、新たなメンバーと新しいサウンドを完成させなくてはいけないという義務感から自身にとって未完成な作品になったと述べている。また、仮にフリッパーズ・ギターが存在しなかったとしても、第二期ORIGINAL LOVEのスタイルでデビューすることはなかったと田島は述べており、第二期および第三期ORIGINAL LOVEのサウンドにおける「すごくポップでお洒落な部分」を最良の形で構築したのがフリッパーズ・ギターであったと認めた上で、田島は「彼らの場合、歌詞もすごくよかったしさ。そういう部分では“やられた”と思ったもん」と述べている。
音楽評論家の萩原健太は本作に対して、デビュー以前のキャリアが長かったORIGINAL LOVEにとっては「“はじめの一歩”の記録であると同時に、ある種総決算的な作品でもあったのだろう」と述べている。本作では1970年代におけるニュー・ソウルや1960年代におけるアメリカ合衆国南部系リズム・アンド・ブルース、ダン・ヒックス風のジャジーなスウィング風味、ジャンプ・ブルース、ラテン音楽、レゲエなどの多種多様な音楽性が詰め込まれており、萩原は「アナーキーなまでに雑多な音楽要素が、半ば腕ずくで詰め込まれている」と述べている。田島によればORIGINAL LOVEはデビュー以前に何度も音楽性が変化しており、第三期に当たる時期のORIGINAL LOVEは独自の完成された音楽性を持っていたものの、その後メンバーチェンジを経て新たなメンバーと共に練り切れないままに制作されたのが本作であるという。萩原は「確かに、二枚組全体を貫くバンドのサウンドには、どこかかしこまったような、小ぢんまりした印象がある」と本作の印象を述べており、本作リリース前に配布された業界向けのプロモーション盤となる4曲入りサンプルCDに収録された「BODY FRESHER」は、本作収録バージョンよりも上質なものであったと主張、「覇気も勢いもスケール感も断然上回っていた」と述べている。萩原は「デビュー作ゆえの硬さからか。そこは残念でならない」と述べたものの、一方で田島のボーカルに関しては特筆すべき点が多いと主張し、「DEEP FRENCH KISS」「JUMPIN' JACK JIVE」「LOVE SONG」などの楽曲における田島のボーカルは「すでに聴く者の下半身を存分に震わせる“何か”が聴き取れる」と述べている。
音楽情報サイト『CDジャーナル』では、「PART-1」1曲目の「BODY FRESHER」について「スムージーなジャズ曲」であると指摘、「初期のエロティックなナンバーのひとつ」と位置付けた上で「ユーモラスなSE的イントロやストレートな4ビートを取り入れることで、シャレた雰囲気に仕上げている。いい意味でクセの抜けた田島貴男のヴォーカルも魅力的」と記している。「PART-1」2曲目の「BLUE TALK」についてはシングル「DEEP FRENCH KISS」のカップリング曲となった「ラテン・ジャズ・ナンバー」と指摘した上で、「アフロ・キューバン・リズムによる王道的なラテン・フレーズのイントロから怪しげな4ビート・ジャズへ展開し、ライヴ映えする派手やかなエンディングを迎える。田島貴男の控えめなヴォーカルも実に魅力的」と記している。「PART-1」8曲目の「夜をぶっとばせ」については「“渋谷系”の王道を行く軽快なポップ・チューン」と位置付けた上で、「小西康陽が手掛けるエロティックな歌詞と田島貴男のシャウト気味のパワフルなヴォーカルが魅力」と記した他、ピチカート・ファイヴのアルバム収録曲であることに触れた上で、「若干バック・ビートが強調されたグルーヴにピチカートの名残がある。ライヴでは弾き語りで披露されることも多い」と記している。「PART-2」7曲目の「ORANGE MECHANIC SUICIDE」については、田島が17歳の時に制作された最初期の楽曲であることに触れた上で、「意味深な歌詞と気だるい歌いまわしが醸し出す独特の世界観が魅力」とした他に、インディーズレーベルにてリリースされたアルバム『ORIGINAL LOVE』収録バージョンのポップなアレンジとは大きく異なると指摘、「ライヴではギターの弾き語りも披露するなど、彼の振り幅の広い音楽性を感じさせる一曲だ」と記している。

## リリース、アートワーク、チャート成績
本作は1991年7月12日に東芝EMIのイーストワールドレーベルから2枚組CDにてリリースされた。オリジナル盤はマキシシングル用プラケースを2つ重ねたものを透明プラスチックの外箱に収納するパッケージになっている。アルバム・ジャケットについてアート・ディレクションを手掛けた信藤三雄によれば、デザインの元となった作品はジミ・ヘンドリックスのアルバム『エレクトリック・レディランド』（1968年）であると述べ、唇に蛍光の文字は具体的に何かを元にしたということではなく、自身の曖昧な記憶が元になっているという。本作はオリコンアルバムチャートにて最高位第56位の登場週数2回で売り上げ枚数は1.2万枚となった。
本作は1998年10月16日に再リリースされた他、2007年10月24日には「Standard of 90's」シリーズ第1弾として、24ビット・デジタル・リマスタリングおよび紙ジャケット仕様にてリイシューされた。PART-2に収録された2曲のボーナス・トラックのうち、「BODY FRESHER (Pre-Debut CD Version)」はメジャー・デビュー前の1990年にマスコミのみに配布された未発表2曲入りCD「KING OF LOVE "SOFTER AND SEXIER THAN VELVET"」収録曲で、レコーディング・メンバーもメジャー・デビュー後のラインアップとは異なっている。「夜をぶっとばせ (BRAND NEW MIX)」は、レコード会社移籍後にリリースされたアーティスト非監修のベスト・アルバム『The Very Best of ORIGINAL LOVE』からの先行シングルとしてリリースされた未発表ミックス。エンディングもフェード・アウトせず終止まで収められ、最後に「悲しみをぶっとばせ」というフレーズが入っている。また、両曲ともに1995年にリリースされたシングル「夜をぶっとばせ (BRAND NEW MIX)」に収録されている。ダブル・ジャケットの内側はPART-2と同じ写真が使われている。また、復刻された歌詞カードはCDシングル用のサイズを通常のCD用にリサイズされているため、上下が空白になっている。さらに、復刻インナースリーブとは別に、表面に二見裕志によるライナーノーツ、裏面には全シリーズ共通で、太田浩と山崎二郎による監修者対談が印刷された紙が封入されている。2021年6月16日には『LOVE! LOVE! & LOVE! -30th Anniversary Deluxe Edition-』として2枚組SACD HYBRIDとレアトラックを収録したSHM-CD仕様のボーナス・ディスクを追加した3枚組にてリイシューされた。その他、本作収録曲である「BODY FRESHER」は、小西康陽選曲・解説による渋谷系コンピレーション・アルバム『bossa nova 1991: shibuya scene retrospective』（2007年）に収録された。

## 批評
| 専門評論家によるレビュー | 専門評論家によるレビュー |
| レビュー・スコア         | レビュー・スコア         |
| 出典                     | 評価                     |
| ------------------------ | ------------------------ |
| CDジャーナル             | 肯定的                   |
| レコード・コレクターズ   | 肯定的                   |
| TOWER RECORDS ONLINE     | 肯定的                   |

本作の音楽性に対する評価は肯定的なものとなっており、音楽情報サイト『CDジャーナル』では本作が田島がピチカート・ファイヴを脱退しOriginal Loveに専念することになった経緯や6人組バンドのCD2枚組によるデビュー作であることに触れた上で、「流行のブラック・ミュージックの要素からひねったポップ感覚まで才気は十二分」と音楽性に関して肯定的に評価はしたものの、「きまじめさが少し作品を重くしているところも」と苦言を呈している。音楽誌『レコード・コレクターズ』2016年7月号の特集「90年代の邦楽アルバム・ベスト100」では第34位に選出されており、コメントで「ジャケットが象徴するように華やかでゴージャス、なにより青さが魅力の2枚組。ロック、ソウル、ジャズなど多様な洋楽を吸収しながら、“渋谷系”前夜に放たれたレア・グルーヴ感たっぷりな内容。発表したのはバンド・ブーム末期。その潮流には乗らず、まさに『オリジナル』な音楽性を追求した結晶がここに収められている」と肯定的に評価した。音楽情報サイト『TOWER RECORDS ONLINE』では本作が田島と井出による共同プロデュースによる、通算2枚目のメジャーにおけるファーストアルバムであることに触れた上で、当時イギリスにおいて勃興したアシッドジャズに呼応した「クールでオシャレなサウンド」であると指摘、また信藤三雄が手掛けたジャケットにも触れた上で「90年代のニッポンを席捲した「渋谷系」を代表する一枚とも言える」と肯定的に評価した。
本作は第33回日本レコード大賞において最優秀アルバム・ニュー・アーティスト賞を受賞し、1991年12月31日放送のTBS系音楽番組『輝く!日本レコード大賞』に出演。授賞式の後、「BODY FRESHER」を演奏した。

## 収録曲
- CD付属の歌詞カードに記載されたクレジットを参照[17]。

| 全編曲: ORIGINAL LOVE。 |                           |           |                  |       |
| #                       | タイトル                  | 作詞      | 作曲             | 時間  |
| 1.                      | 「BODY FRESHER」          | 田島貴男  | 田島貴男         | 4:56  |
| 2.                      | 「BLUE TALK」             | 田島貴男  | 田島貴男         | 4:52  |
| 3.                      | 「DEEP FRENCH KISS」      | 宮田繁男  | 田島貴男         | 4:40  |
| 4.                      | 「GIANT LOVE」            | 田島貴男  | 田島貴男         | 4:11  |
| 5.                      | 「SWEAT AND SUGAR NIGHT」 | 田島貴男  | オリジナル・ラヴ | 7:24  |
| 6.                      | 「FAT LOVE STORY」        | 田島貴男  | 田島貴男         | 4:49  |
| 7.                      | 「TIME」                  | 田島貴男  | 田島貴男         | 4:44  |
| 8.                      | 「夜をぶっとばせ」        | 小西康陽  | 田島貴男         | 3:43  |
| 合計時間:               | 合計時間:                 | 合計時間: | 合計時間:        | 39:19 |

| 全編曲: ORIGINAL LOVE。 |                             |                    |                  |       |
| #                       | タイトル                    | 作詞               | 作曲             | 時間  |
| 1.                      | 「LOVE VISTA」              | 田島貴男           | オリジナル・ラヴ | 12:18 |
| 2.                      | 「WITHOUT YOU」             | 木原龍太郎         | 田島貴男         | 5:04  |
| 3.                      | 「I WANT YOU」              | 井上トミオ         | 田島貴男         | 4:12  |
| 4.                      | 「DARLIN'」                 | 田島貴男、村山孝志 | 田島貴男         | 4:18  |
| 5.                      | 「JUMPIN' JACK JIVE」       | 田島貴男           | 田島貴男         | 3:12  |
| 6.                      | 「LOVE SONG」               | 田島貴男、森宣之   | オリジナル・ラヴ | 5:56  |
| 7.                      | 「ORANGE MECHANIC SUICIDE」 | 田島貴男           | 田島貴男         | 5:45  |
| 合計時間:               | 合計時間:                   | 合計時間:          | 合計時間:        | 40:45 |

| 全編曲: ORIGINAL LOVE。 |                                        |          |          |      |
| #                       | タイトル                               | 作詞     | 作曲     | 時間 |
| 1.                      | 「BODY FRESHER」(Pre-Debut CD Version) | 田島貴男 | 田島貴男 | 5:34 |
| 2.                      | 「夜をぶっとばせ」(Brand New Mix)      | 小西康陽 | 田島貴男 | 3:55 |

## スタッフ・クレジット
| ■ PRODUCED BY YASUSHI IDE / TAKAO TAJIMA ■ ORIGINAL LOVE ARE TAKAO TAJIMA – VOCALS & A.GUITAR / TAKASHI MURAYAMA – E.GUITAR & CHORUS / RYUTARO KIHARA – KEYBOARDS, VOCAL & CHORUS / NOBUYUKI MORI – SAX & CHORUS / SHIGEO MIYATA – DRUMS & CHORUS ■ GUEST MUSICIAN: TOMIO INOUE – BASS & CHORUS / YUNKER HANAJI – PERCUSSION / TOSHIHIRO AKAMATSU – VIBRAPHONE [PART1-6] / YOSHITAKA KURATOMI – A.SAX [PART2-6] / KATSUYASU FUKUDA – B.SAX [PART2-6] / TOSHIO MAMIYA – TRUMPET & FRUGEL HORN [PART2-2·6] / KENJIRO YOSHIIKE – TROMBONE [PART2-2] ■ ALL SONGS ARE ARANGED BY ORIGINAL LOVE ■ RECORDED & MIXED BY AKITSUGU DOI ■ RECORDING ENGINEER – MANABU SAKURAI ■ MASTERING ENGINEER – YOICHI AIKAWA ■ ASSISTANT ENGINEER – MIEKO ISHIKAWA / HIDETOSHI OKAZAKI / MANABU SAKURAI / KOJI TSUJII / TOMOKO NOZAKI ■ EXECTIVE PRODUCER – ICHIRO ASAZUMA (FPMP) / SEIZO SHIMOKOBE (TOSHIBA EMI) / MASANORI YAMADA (TOSHIBA EMI) ■ SUPERVISER – KEI ISHIZAKA (TOSHIBA EMI) ■ A&R CHIEF – MASANOBU KONDO (TOSHIBA EMI) ■ A&R DIRECTOR – NOBUO UESAKA (FPMP) / JIRO KOYASU (TOSHIBA EMI) ■ ASSISTANT DIRECTOR – NAOKO OHTA (TOSHIBA EMI) / HISASHI KODERA (TOSHIBA EMI) ■ PUBLIC RELATION – IZUMI AWANO (TOSHIBA EMI) / KYOKO KOIZUMI (TOSHIBA EMI) / KOJI SHIRAKAWA (TOSHIBA EMI) / YASUHIRO TAKAHASHI (TOSHIBA EMI) ■ PRODUCTION MANAGEMENT – YASUSHI IDE (KING COBRA) ■ ART DIRECTION – MITSUO SHINDO ■ DESIGN – MASAKO SAITO & KOICHI FUJIKAWA (CONTEMPORARY PRODUCTION) ■ PHOTOGRAPHY – KENJI MIURA ■ STYLIST – HIROKO UMEYAMA ■ HAIR & MAKE – AKEMI NAKANO ■ ASSISTANT HAIR & MAKE – MIKA KANZAKI ■ RECORDED AT SMILE GARAGE / CHERRY ISLAND STUIDO / TOSHIBA EMI NO.2 STUDIO / FREEDOM STUDIO / LITTLE BACH STUDIO [FROM 25 JAN – 14 APR 1991] ■ MASTERED AT STUDIO TERRA ■ SPECIAL THANKS TO TATSHUYUKI AOKI / TOSHIHIRO AKAMATSU / YUKIHIRO AKIYAMA / AZUMA MITSUYOSHI & COOL SOUND / ABA HOUSE / ARTHUR H. / HIROKAZU ISE / HIROSHI EGAITSU / S-KEN / AIRGIN / ELVIS PRESLEY / EMPIRE SNAKE BLD / KENJI OZAWA / KEIGO OYAMADA / MAKOTO ORI / CURTIS MAYFIELD / TOSHIKI GAMOU / MICHAEL KAWAI / HARUMI KURIHARA / MASAYUKI KAWAKATSU / CLUB QUATTRO / GREATEST HITS / K'S WORK STUDIO / KENTEC / SAMANSA / JAMES BROWN / GIANNA / TOHRU SHIGAKI / AYUMI SHINO / HITOSHI SHIMURA / SYLVIA ROBINSON / SHINDBAD DESIGN / YUJI SUGIYAMA / SCHADARA PARR / SEX PISTOLS / CELLULOI-D / TYLELL CORP / YOICHI TAKASHIMA / HIROSHI TAKANO / DAN HICS & HIS HOT RICKS / TKO / CHUCK BERRY / TOKYO SKA PARADISE ORCHESTRA / TOSHIBA EMI NO.3 PRODUCE GROUP / TATSU TODOROKI / TAKASHI CHIKAMOTO / DIZZIE GALESPPIE / GORO NAKAGAWA / TATSUHITO NAKANO / NAT KING COLE / YASUHIRO NAKAMORI / KOJI NARITA / NEW NEGISHI / MIZUHO NISHIMURA / PASS / BARRY WHITE / PARCO / PETER PAN / PIZZICATO FIVE / P-FUNK / YOSHIE HIRAGAKURA / VIVID SOUND / RUNKIE ALIEN / FUNK INC / BLUE TONIC / BOB DYLAN / KOHICHI MATSUDA / MARVIN GAYE / HIROKI MIYAKOSHI / KENJI MIYAZAKI / MINERUA / MINT SOUND / KAZUO, MARIKO YAMAMOTO / KOJI WATANABE / HIROMI WADA / RAPHAEL / LA MAMA / LEE PERRY / LOUIS JORDAN / ROLAND KIRK |

- CD付属の歌詞カードに記載されたクレジットを参照[17]。

| - 田島貴男 – ボーカル、アコースティック・ギター - 村山孝志 – エレクトリック・ギター、コーラス - 木原龍太郎 – キーボード、ボーカル、コーラス - 森宣之 – サックス、コーラス - 宮田繁男 – ドラムス、コーラス - 井上富雄 – ベース、コーラス - ユンケル鼻血 – パーカッション - 赤松敏弘 – ヴィブラフォン（PART-1 6） - 倉富義隆 – アルト・サックス（PART2 6） - 福田勝康 – バリトンサックス - まみやとしお – トランペット（PART-2 6） - 間宮良二 – トランペット、フリューゲルホルン（PART-2 2, 6） - 吉池健二郎 – トロンボーン（PART-2 2） - 井出靖 – プロデュース - 田島貴男 – プロデュース - 土井章嗣 – レコーディング・エンジニア、ミキシング・エンジニア - 桜井学 – レコーディング・エンジニア、アシスタント・エンジニア - 相川洋一 – マスタリング・エンジニア - 石川三枝子 – アシスタント・エンジニア - 岡崎秀俊 – アシスタント・エンジニア - 辻井宏司 – アシスタント・エンジニア - 野崎智子 – アシスタント・エンジニア - 朝妻一郎 (FPMP) – エグゼクティブ・プロデューサー - 下河辺晴三（東芝EMI） – エグゼクティブ・プロデューサー - 山田正則（東芝EMI） – エグゼクティブ・プロデューサー - 石坂敬一（東芝EMI） – スーパーバイザー - 近藤雅信（東芝EMI） – A&Rチーフ - 上阪伸夫（東芝EMI） – A&Rディレクター - 子安次郎（東芝EMI） – A&Rディレクター - おおたなおこ（東芝EMI） – アシスタント・ディレクター - 小寺ひさし（東芝EMI） – アシスタント・ディレクター - 粟野泉（東芝EMI） – パブリック・リレーションズ - 小泉京子（東芝EMI） – パブリック・リレーションズ - 白川光司（東芝EMI） – パブリック・リレーションズ - 高橋康浩（東芝EMI） – パブリック・リレーションズ - 井出靖（キング・コブラ） – プロダクション・マネージメント - 信藤三雄 – アート・ディレクション - 齋藤雅子（コンテムポラリー・プロダクション） – デザイン - 藤川浩一（コンテムポラリー・プロダクション） – デザイン - 三浦憲治 – 写真撮影 - 梅山弘子 – スタイリスト - 中野明海 – ヘアー&メイク・アップ - 神崎美香 – アシスタント・ヘアー&メイク・アップ | - 青木達之 – スペシャル・サンクス - 赤松敏弘 – スペシャル・サンクス - 秋山幸広 – スペシャル・サンクス - 吾妻光良&クールサウンド – スペシャル・サンクス - アバハウス – スペシャル・サンクス - アルチュール・アッシュ – スペシャル・サンクス - 伊勢浩和 – スペシャル・サンクス - 荏開津広 – スペシャル・サンクス - S-KEN – スペシャル・サンクス - AIRGIN – スペシャル・サンクス - エルヴィス・プレスリー – スペシャル・サンクス - エンパイアスネークビルディング – スペシャル・サンクス - 小沢健二 – スペシャル・サンクス - 小山田圭吾 – スペシャル・サンクス - 小里誠 – スペシャル・サンクス - カーティス・メイフィールド – スペシャル・サンクス - 蒲生俊貴 – スペシャル・サンクス - 河合マイケル – スペシャル・サンクス - くりはらはるみ – スペシャル・サンクス - 川勝正幸 – スペシャル・サンクス - クラブクアトロ – スペシャル・サンクス - GREATEST HITS – スペシャル・サンクス - K'S WORK STUDIO – スペシャル・サンクス - ケンテック – スペシャル・サンクス - SAMANSA – スペシャル・サンクス - ジェイムス・ブラウン – スペシャル・サンクス - GIANNA – スペシャル・サンクス - 紫垣徹 – スペシャル・サンクス - 篠あゆみ – スペシャル・サンクス - 志村仁 – スペシャル・サンクス - シルヴィア・ロビンソン – スペシャル・サンクス - シンドバッドデザイン – スペシャル・サンクス - 杉山勇司 – スペシャル・サンクス - スチャダラパー – スペシャル・サンクス - セックス・ピストルズ – スペシャル・サンクス - CELLULOI-D – スペシャル・サンクス - TYLELL CORP – スペシャル・サンクス - たかしまよういち – スペシャル・サンクス - 高野寛 – スペシャル・サンクス - ダン・ヒックス&ヒズ・ホットリックス – スペシャル・サンクス - TKO – スペシャル・サンクス - チャック・ベリー – スペシャル・サンクス - 東京スカパラダイスオーケストラ – スペシャル・サンクス - 東芝EMI第3プロデュースグループ – スペシャル・サンクス - 等々力達 – スペシャル・サンクス - 近本隆 – スペシャル・サンクス - ディジー・ガレスピー – スペシャル・サンクス - 中川五郎 – スペシャル・サンクス - 中野達仁 – スペシャル・サンクス - ナット・キング・コール – スペシャル・サンクス - 中森泰弘 – スペシャル・サンクス - なりたこうじ – スペシャル・サンクス - NEW NEGISHI – スペシャル・サンクス - にしむらみずほ – スペシャル・サンクス - PAAS – スペシャル・サンクス - バリー・ホワイト – スペシャル・サンクス - パルコ – スペシャル・サンクス - PETER PAN – スペシャル・サンクス - ピチカート・ファイヴ – スペシャル・サンクス - Pファンク – スペシャル・サンクス - 平ヶ倉良枝 – スペシャル・サンクス - VIVID SOUND – スペシャル・サンクス - ファンキー・エイリアン – スペシャル・サンクス - FUNK INC – スペシャル・サンクス - ブルー・トニック – スペシャル・サンクス - ボブ・ディラン – スペシャル・サンクス - 松田幸一 – スペシャル・サンクス - マーヴィン・ゲイ – スペシャル・サンクス - 宮越ひろき – スペシャル・サンクス - 宮崎研二 – スペシャル・サンクス - MINERUA – スペシャル・サンクス - ミントサウンド – スペシャル・サンクス - KAZUO, MARIKO YAMAMOTO – スペシャル・サンクス - わたなべこうじ – スペシャル・サンクス - 和田博己 – スペシャル・サンクス - RAPHAEL – スペシャル・サンクス - LA MAMA – スペシャル・サンクス - リー・ペリー – スペシャル・サンクス - ルイ・ジョーダン – スペシャル・サンクス - ローランド・カーク – スペシャル・サンクス - 田島貴男 – マスタリング監修 - 小鐵徹（JVC マスタリングセンター） – マスタリング・エンジニア - コンテムポラリー・プロダクション – ロゴ・デザイン - 太田浩 – シリーズ総合監修 - 山崎二郎（バァフアウト! 編集長） – シリーズ総合監修 - 二見裕志 – ライナーノーツ |

## チャート
| チャート         | 最高順位 | 登場週数 | 売上数  | 出典  |
| ---------------- | -------- | -------- | ------- | ----- |
| 日本（オリコン） | 56位     | 2回      | 1.2万枚 | [ 2 ] |

## リリース日一覧
| No. | リリース日     | レーベル                                     | 規格                    | カタログ番号  | 備考                                                      | 出典          |
| --- | -------------- | -------------------------------------------- | ----------------------- | ------------- | --------------------------------------------------------- | ------------- |
| 1   | 1991年7月12日  | イーストワールド / 東芝EMI                   | 2枚組CD                 | TOCT-6196~7   |                                                           | [ 14 ]        |
| 2   | 1998年10月16日 | イーストワールド / 東芝EMI                   | 2枚組CD                 | TOCT-10429~30 |                                                           | [ 11 ] [ 18 ] |
| 3   | 2007年10月24日 | イーストワールド / EMIミュージック・ジャパン | 2枚組CD                 | TOCT-26390~1  | 「Standard of 90's」シリーズ                              | [ 19 ] [ 20 ] |
| 4   | 2016年2月3日   | ユニバーサルミュージック                     | AAC-LC                  | -             | デジタル・ダウンロード                                    | [ 21 ]        |
| 5   | 2016年2月3日   | ユニバーサルミュージック                     | ハイレゾFLAC            | -             | デジタル・ダウンロード                                    | [ 22 ]        |
| 6   | 2016年8月31日  | ユニバーサルミュージック                     | 2枚組LP                 | UPJY-9054     | 2枚組、完全生産限定盤                                     | [ 23 ]        |
| 7   | 2021年6月16日  | ユニバーサルミュージック                     | 2枚組SACD HYBRID+SHM-CD | UPGY-9002     | 『LOVE! LOVE! & LOVE! -30th Anniversary Deluxe Edition-』 | [ 24 ] [ 25 ] |
| 8   | 2021年7月14日  | ユニバーサルミュージック                     | 2枚組LP                 | UPJY-9168     | 2枚組、完全生産限定盤                                     | [ 16 ]        |